# Rumäniens ambassad i Stockholm
Rumäniens ambassad i Stockholm (även Rumänska ambassaden) är Rumäniens diplomatiska representation i Sverige. Ambassadör sedan 2015 är Iulian Buga. Ambassaden upprättades 1917. Diplomatkoden på beskickningens bilar är DA.

## Fastigheter
Ambassaden är sedan 1970 belägen på Östermalmsgatan 36. Huset uppfördes 1881–1882 i den nya Villastaden efter Axel Kumlien & Hjalmar Kumliens ritningar. Under första världskriget köptes huset av Sven Palme som var bror till villastadens upphovsman Henrik Palme. Huset såldes senare, men familjen Palme fortsatte att hyra byggnadens översta våning. Här bodde även sonen Gunnar Palme med familj, och här växte även Olof Palme upp.

## Beskickningschefer
| Namn                | Period    | Funktion   | Anmärkning |
| ------------------- | --------- | ---------- | ---------- |
| Raduta Dana Matache | 2009–2015 | Ambassadör |            |
| Iulian Buga         | 2015–     | Ambassadör |            |